# Kostel svatého Jana Nepomuckého (Vyklantice)
Novostavba kostela svatého Jana Nepomuckého ve Vyklanticích vznikla podle projektu z roku 1722, samotná realizace stavby probíhala do roku 1727. Santiniho autorství není v tomto případě archivně doloženo. Na základě nalezeného projektu i rozboru stavby samotné, jsou patrné určité podobnosti či návaznosti na dílo Jana Blažeje Santiniho.
Je chráněn jako kulturní památka České republiky.

## Stavba
Dle projektu publikovaného v časopise Průzkumy památek půdorys stavby tvoří obdélník s konkávně skrojenými nárožími. Naproti probrané vstupní fasádě hmotu stavby završuje lehce konvexně vypjatá závěrová stěna, která se střetává s konkávně plochými nárožími. Vnitřní prostor utváří hloubkový ovál půdorysu lodi, završený presbytářem půlkruhového půdorysného průběhu. Šikmo vytočené pilíře triumfálního oblouku nesou vykláněný pas. Klenbu lodi nad oválem ozvláštňuje lucerna, presbytář završuje koncha. Složitě kružnicově konstruovaná půdorysná síť návrhu kostela dle Mojmíra Horyny splňuje kritéria pro zařazení do skupiny Santiniho jednoprostorových centrál s vnějším půdorysem polygonálního tvaru a s vnitřním oválným či kruhovým prostorovým utvářením. Kombinace odlišné vnější i vnitřní půdorysné charakteristiky nachází obdobu zejména v pozdní stavbě Santiniho centrál, v zámecké kapli v Chlumci nad Cidlinou. Architektonické formy kostela sv. Jana Nepomuckého vykazují určité zdrobnění doplněné malebným dekorem. Samotnou realizaci Mojmír Horyna charakterizuje jako lehce rustikální, a i přes mírné změny oproti projektu ji lze považovat za dílo Santiniho.

## Historie
Stavebník kostela sv. Jana Nepomuckého byl Jan Jáchym hrabě Harrach, který vyklantické panství zakoupil 16. 1. 1722 a již v červnu téhož roku hrabě žádal konzistoř o povolení k vysvěcení kostela. Kostel měl vysvětit litoměřický biskup Jan Adam hrabě Vratislav z Mitrovic. Povolení však hrabě získal až 14. 11. 1722 a k provedení vysvěcení byl doporučen ledečský děkan Jan Alexandr Kloffetius. K vysvěcení opět nedošlo a hrabě v lednu 1728 žádal o opětovné vysvěcení, které měl provést želivský opat. Kostel byl nakonec vysvěcen v lednu 1729. Jak uvádí Pavel Zahradník stavba vyklantického kostela započala ještě za Santiniho života, její stavebník hrabě Harrach také často navštěvoval želivský klášter a želivský opat i litoměřický biskup, po nichž hrabě žádal vysvěcení kostela ve Vyklanticích, patřili mezi Santiniho zaměstnavatele. Pavel Zahradník upozorňuje také na takzvaného „vyklantického sochaře“, který pracoval jak ve Vyklanticích, tak také v Želivi. Na základě těchto okolností je možné Santiniho autorství připustit, definitivnější stanovisko se však neobejde bez důkladné analýzy nejen kostela sv. Jana Nepomuckého, ale i dalších vyklantických staveb, například zámku.